# Thorpe Abbotts
Thorpe Abbotts est un village du comté de Norfolk en Angleterre.

## Géographie
Situé à 10,5 km à l'est de Diss, à 33,5 km au sud-ouest de Norwich et à 171 km au nord-est de Londres, le villa e fait partie de la paroisse civile de Brockdish. Il se trouve à 640 m au nord de la route A143 de Diss à Great Yarmouth. [2] La gare la plus proche est à Diss pour la Great Eastern Main Line qui relie Norwich à la Gare de Liverpool Street de Londres. L'aéroport le plus proche est l'aéroport international de Norwich. 

## Histoire
Le nom du village signifie ferme/établissement périphérique de l'abbaye.
Thorpe Abbotts a une entrée dans le Domesday Book de 1085.
Pendant la Seconde Guerre mondiale, le village est le siège de la RAF Thorpe Abbotts (en). 